# Inquisition Symphony
Inquisition Symphony – drugi album studyjny fińskiej grupy muzycznej Apocalyptica. Wydawnictwo ukazało się 22 września 1998 roku nakładem wytwórni muzycznej Universal Music Group. Płyta dotarła do 10. miejsca fińskiej listy sprzedaży.
Wszystkie utwory na płycie zaaranżował Eicca Toppinen, poza "One" który przygotował Max Lilja. Nagrania wyprodukowali Otto Donner i Hiili Hiilesmaa. Album nagrał i zmiksował Juha Heininen z Millbrook Studio. Na albumie Inquisition Symphony po raz pierwszy ukazały się autorskie kompozycje zespołu. Pozostałe utwory to interpretacje utworów grup Faith No More, Sepultura, Pantera i Metallica.
W trakcie nagrań Max Lilja zagrał na wiolonczelach Louisa Guersana z 1738 oraz Rodericha Paesolda z 1982 roku. Paavo Lötjönen nagrywał na wiolonczeli wykonanej przez duńskiego lutnika Gulbranda Engera z 1882 roku. Z kolei Antero Manninen korzystał z instrumentu Giuseppe Pedrazziniego z 1946 oraz wykonanej na zamówienie wiolonczeli Johanna Koberlinga. Natomiast Eicca Toppinen używał instrumentów Terazi Antivarius oraz Benedikt Lang.
30 maja 2003 roku płyta została wydana jako część boksu Collectors Box Set.

## Lista utworów
Opracowano na podstawie materiału źródłowego.
| Nr  | Tytuł utworu              | Autorzy                                                       | Długość |
| --- | ------------------------- | ------------------------------------------------------------- | ------- |
| 1.  | „Harmageddon”             | Eicca Toppinen                                                | 4:56    |
| 2.  | „From Out Of Nowhere”     | Bill Gould, Roddy Bottum, Mike Patton                         | 3:10    |
| 3.  | „For Whom the Bell Tolls” | Cliff Burton, James Hetfield, Lars Ulrich                     | 3:09    |
| 4.  | „Nothing Else Matters”    | James Hetfield, Lars Ulrich                                   | 4:45    |
| 5.  | „Refuse/Resist”           | Andreas Kisser, Igor Cavalera, Max Cavalera, Paulo Jr.        | 3:12    |
| 6.  | „M.B.”                    | Eicca Toppinen                                                | 3:58    |
| 7.  | „Inquisition Symphony”    | Andreas Kisser, Igor Cavalera, Max Cavalera, Paulo Jr.        | 4:57    |
| 8.  | „Fade To Black”           | Cliff Burton, James Hetfield, Kirk Hammett, Lars Ulrich       | 5:00    |
| 9.  | „Domination”              | Dimebag Darrell, Vincent Paul Abbott, Rex Brown, Phil Anselmo | 3:30    |
| 10. | „Toreador”                | Eicca Toppinen                                                | 4:20    |
| 11. | „One”                     | James Hetfield, Lars Ulrich                                   | 5:44    |
|     |                           |                                                               | 46:41   |

## Twórcy
Opracowano na podstawie materiału źródłowego.
| Zespół Apocalyptica w składzie - Eicca Toppinen – aranżacje, wiolonczela - Max Lilja – aranżacje, wiolonczela - Antero Manninen – wiolonczela - Paavo Lötjönen – wiolonczela |  | Produkcja - Juha Heininen – realizacja dźwięku, miksowanie - Pauli Saastamoinen – mastering - Hiili Hiilesmaa – produkcja muzyczna - Otto Donner – produkcja muzyczna - Eero Heikkinen – okładka - Vertti Teräsvuori – zdjęcia |

## Pozycje na listach
| Lista                   | Kraj      | Pozycja |
| ----------------------- | --------- | ------- |
| Suomen virallinen lista | Finlandia | 10      |
| Media Control Charts    | Niemcy    | 69      |